# Clinton (Tennessee)
Clinton es una ciudad ubicada en el condado de Anderson en el estado estadounidense de Tennessee. En el Censo de 2010 tenía una población de 9.841 habitantes y una densidad poblacional de 316,06 personas por km².

## Geografía
Clinton se encuentra ubicada en las coordenadas 36°6′17″N 84°7′43″O / 36.10472, -84.12861. Según la Oficina del Censo de los Estados Unidos, Clinton tiene una superficie total de 31.14 km², de la cual 29.61 km² corresponden a tierra firme y (4.91%) 1.53 km² es agua.

## Demografía
Según el censo de 2010, había 9.841 personas residiendo en Clinton. La densidad de población era de 316,06 hab./km². De los 9.841 habitantes, Clinton estaba compuesto por el 0.09% blancos, el 2.02% eran afroamericanos, el 0.34% eran amerindios, el 0.51% eran asiáticos, el 0.04% eran isleños del Pacífico, el 0.29% eran de otras razas y el 1.88% pertenecían a dos o más razas. Del total de la población el 1.71% eran hispanos o latinos de cualquier raza.